# King (duif)

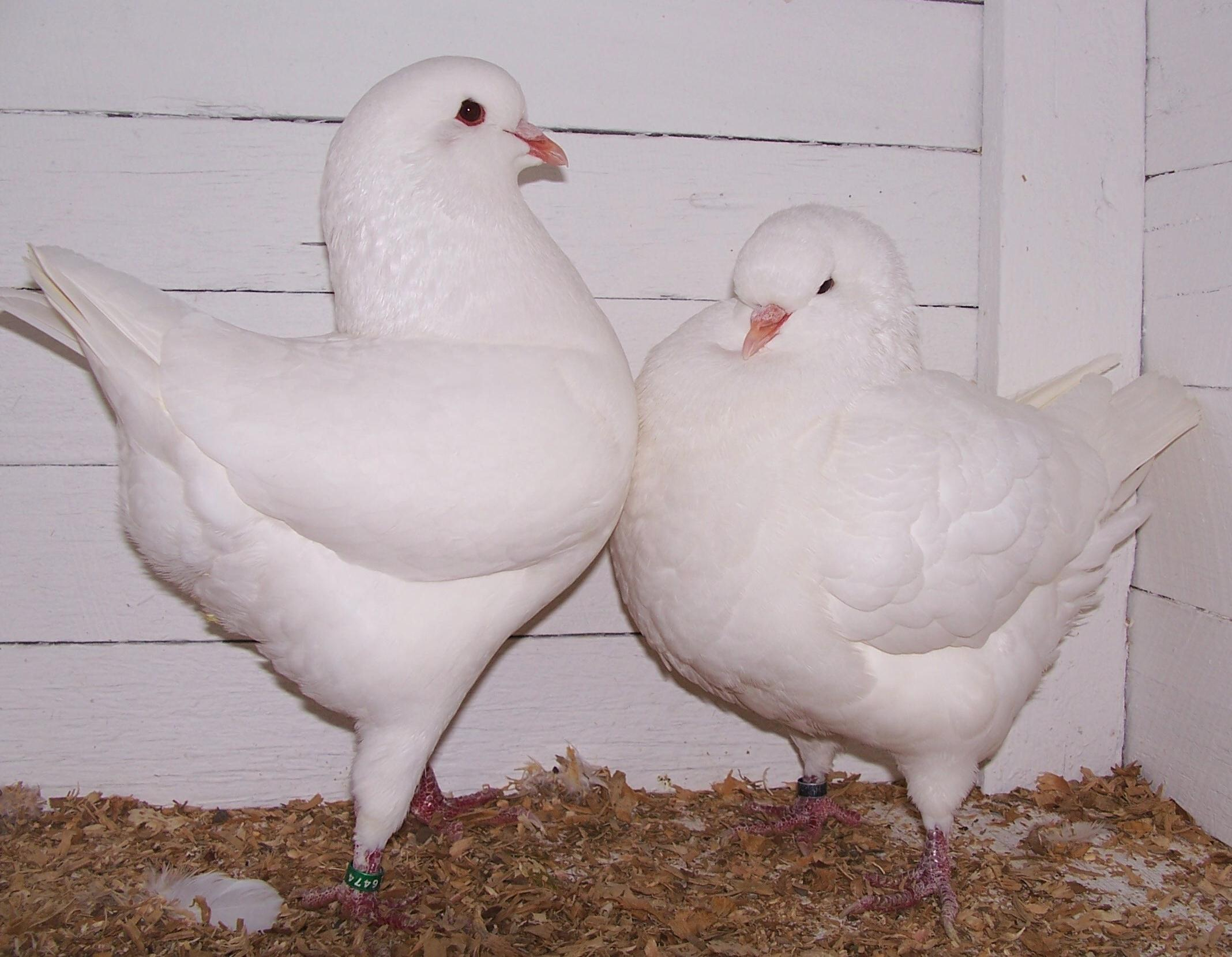

De King is een grote, zware duif, afkomstig uit de Verenigde Staten, die valt in de categorie van de kipduiven. Ze wegen tussen 800 - 1200 gram. Ze werden oorspronkelijk gefokt als producent van vleeskuikens. Er bestaat tegenwoordig ook een show-type.
Opvallend zijn de grote, ronde kop en de omhoogstaande staart. Het zijn rustige dieren en ze kunnen slecht vliegen, wat waarschijnlijk met hun gewicht te maken heeft.